# بنفلورالين
بنفلورالين هو مركب كيميائي يُستخدم كمبيد أعشاب، وينتمي إلى فئة ثنائي نيترو الأنيلين.

## آلية العمل
تتضمن آلية عمل مركب البنفلورالين تثبيط نمو الجذور والبراعم.

## الاستخدام
يُستخدم مركب البنفلورالين كمبيد أعشاب للسيطرة على نمو الحشائش والأعشاب الأخرى. وقد بلغ الاستخدام السنوي لمركب البنفلورالين في الولايات المتحدة الأمريكية حوالي 700.000 رطل (320.000 كجم) في عام 2004.